# Mayská literatura
Mayská literatura je literaturou indiánského etnika Mayů z jihovýchodního Mexika, Belize, Guatemaly, Hondurasu a El Salvadoru. V současné době je psána latinkou, v předkolumbovském období a v dobách kolonializmu byla zapisována mayským písmem – hieroglyfy.

## Předkolumbovská literatura
Původní mayské písemnictví v hieroglyfech bylo rozluštěno ruským odborníkem Jurijem Knorozovem. Stalo se tak paradoxně tak, že Knorozov získal jeden mayský kodex při dobytí Drážďan sovětskou armádou. Zjistil, že mayské písmo je logosylabické. I když byl jeho objev zpočátku odmítán, nakonec způsobil naprostou revoluci v chápání historie Mayů. Byla přeložena jména panovníků, události významných bitev i založení jednotlivých měst. Z klasických materiálů se do současnosti dochovaly pouze tři kodexy a fragment čtvrtého. Kodexy jsou skládaná leporela s textem a obrázky. Jmenují se podle měst, kde jsou uloženy. Fragment čtvrtého je uložen v Mexiku a má název podle místa, kde byl poprvé vystaven. Pravost tohoto tzv. Grolierského kodexu byla sporná, ale je pravděpodobně pravý.
- Drážďanský kodex (Codex Dresdensis)[2]
- Madridský kodex (Codex Tro-Cortesianus)
- Pařížský kodex (Codex Peresianus)
- Grolierský kodex

## Pokolumbovská literatura
Nejstarší památky pocházejí z doby dobývání Ameriky, kdy vyškolení domorodci zapsali některá díla v latince mayskými jazyky. Pravděpodobně se jedná o překlady původních piktografických děl, která se do současnosti ale nedochovala. Patří sem hlavně Popol Vuh, Knihy Chilama Balama a Letopisy Cakchiquelů. Dále do mayského písemnictví zařazujeme drama Rabinal Achí.